# Doubravice (České Budějovice-i járás)
Doubravice település Csehországban, a České Budějovice-i járásban. Doubravice Staré Hodějovice, Nedabyle, Nová Ves és Vidov településekkel határos. Lakosainak száma 331 fő (2024. január 1.).

## Népesség
A település lakosságának változását az alábbi diagram mutatja:
| Lakosok száma | 164  | 206  | 278  | 167  | 145  | 187  | 320  | 299  | 312  | 331  |
|               | 1869 | 1890 | 1921 | 1950 | 1980 | 2001 | 2017 | 2019 | 2022 | 2024 |